# 소르보세르피코
소르보세르피코(이탈리아어: Sorbo Serpico)는 이탈리아 캄파니아주 아벨리노도의 코무네다.